# Achnamara
Achnamara (gälisch: Ach Na Mara) ist ein Wohngebäude in der schottischen Stadt Port Charlotte auf der Hebrideninsel Islay. Es handelt sich um ein Wohnhaus, das in südlicher Richtung das letzte Gebäude auf der Ostseite der Main Street der Stadt bildet. 1980 wurde Clark Cottage in die schottischen Denkmallisten in der Kategorie C aufgenommen.

## Beschreibung
Der exakte Bauzeitpunkt des Gebäudes ist nicht überliefert, sodass nur das frühe 19. Jahrhundert als Bauzeitraum angegeben werden kann. Achnamara befindet sich direkt an der Straße am Kopf eines rechteckigen Grundstücks, das mit einer Länge von knapp 60 m bis zur felsigen Küste der Bucht Loch Indaal reicht. Achnamara ist in traditioneller Bauweise Islays ausgestaltet. Die Eingangstür ist zentral in die Westfront eingelassen. Diese Seite des zweistöckigen Gebäudes weist fünf symmetrisch angeordnete Sprossenfenster auf. Nach Süden ist das Haus freistehend und besitzt noch ein einzelnes Sprossenfenster. Diese Hausseite ist in der traditionellen Harling-Technik verputzt. Das Gebäude schließt mit einem schiefergedeckten Satteldach ab. Nördlich schließt sich an Achnamara ein weiteres Gebäude an, das nur einstöckig gebaut ist und von diesem überragt wird. Dieses Clark Cottage genannte Wohnhaus ist ebenfalls denkmalgeschützt.